# 한스 파나컨
한스 파나컨(네덜란드어: Hans Vanaken, 1992년 8월 24일 ~ )은 벨기에의 축구 선수로 현재 클뤼프 브뤼허에서 공격형 미드필더로 활약하고 있으며 벨기에 대표팀의 일원으로도 활동하고 있다.

## 수상

### 클럽
로멀 SK
- 챌린저 프로 리그 : 3위 (2010-11)

KSC 로케런
- 벨기에 컵 : 우승 (2013-14)

클뤼프 브뤼허
- 벨기에 프로 리그 : 우승 (2015-16, 2017-18, 2019-20, 2020-21, 2021-22), 준우승 (2018-19)
- 벨기에 컵 : 준우승 (2015-16, 2019-20)
- 벨기에 슈퍼컵 : 우승 (2016, 2018, 2020, 2022)

### 개인 수상
- 벨기에 올해의 선수 : 2017-18, 2018-19
- 벨기에 골든슈 : 2018, 2019
- 벨기에 프로 리그 어시스트상 : 2018-19 (16개)